# María Cecilia Sánchez
María Cecilia Sánchez Jaramillo Actriz, Bailarina, presentadora de televisión, escritora y productora
Fundadora de 17 Films. 
colombiana, reconocida por su trabajo como actriz y participación en series de televisión como Chichipatos, Bolívar, Los canarios y 2091, y en películas como Virus tropical y El arriero. En 2012 fue nominada a los Premios India Catalina en la categoría de mejor animador o presentador de programas de entretenimiento.

## Biografía

### Inicios
Sánchez nació en el municipio de Santander de Quilichao en el departamento del Cauca. Se mudó más adelante a la ciudad de Cali donde inició estudios de arte dramático. Para poder desarrollar adecuadamente su carrera como actriz se trasladó definitivamente a la ciudad de Bogotá, donde a comienzos de la década de 2000 fue la presentadora del programa Mucha Música en el canal capitalino City TV.

### Carrera
En 2007 integró el reparto de la película de Andrés Baiz Satanás, en un pequeño papel donde interpreta a una chica en una biblioteca. Un año más tarde figuró en las cintas Te amo Ana Elisa y La pasión de Gabriel, para interpretar el papel protagónico de Lucía en El arriero de 2009. Sus otras apariciones en cine incluyen Pequeños vagos (2012) de Carlos Zapata, Pescador (2013) de Sebastián Cordero, Cármen G de Hernán Herrera y Sicarivs: La noche y el silencio de Javier Muñoz.
En la televisión colombiana participó en el programa de telerrealidad La Isla de los famosos en 2004. Un año después apareció en la segunda parte del reality, La isla de los famosos: una aventura pirata, y en 2006 fue una de las bailarinas concursantes de Bailando por un sueño - Colombia. En 2010 inició su andanza en las series y telenovelas de su país, figurando en Los caballeros las prefieren brutas y en Secretos de familia ese año. En 2011 protagonizó la serie producida por Caracol Televisión Los canarios. Otras de sus participaciones en televisión en la década incluyen El Faro (2014), Hermanos (2014), Celia (2015), Las hermanitas Calle (2015) 2091 (2016) y Bolívar (2019).
En 2020 interpretó el papel de Margot en la serie de Netflix Chichipatos, creada por Dago García y producida por Caracol Televisión. A finales del mismo año repitió su papel en un largometraje derivado: Chichipatos, ¡que chimba de navidad!, estrenado el 17 de diciembre por la mencionada plataforma. Paralelo a su participación en producciones para cine y televisión, Sánchez ha permanecido activa en el teatro colombiano.

## Filmografía

### Televisión
| Año       | Título                                                         | Personaje                | Canal                                             |
| --------- | -------------------------------------------------------------- | ------------------------ | ------------------------------------------------- |
| 2024      | Devuélveme la vida                                             | Eliana Ospina            | Caracol Televisión                                |
| 2022      | No fue mi culpa: Colombia Ciénaga Oscura Una sensación extraña | Rosario Norma Violeta    | Star + Mintic Premio al desarrollo de serie de TV |
| 2021      | Cómo sobreviví al 2020                                         | Eliana                   | Canal Capital                                     |
| 2020-2021 | Chichipatos                                                    | Margot Montenegro        | Netflix                                           |
| 2020      | Operación Pacífico                                             | Valeria                  | Telemundo                                         |
| 2019      | Decisiones: Unos ganan otros pierden                           | Mabel                    | Telemundo                                         |
| 2019      | Bolívar                                                        | Berta de Santamaría      | Caracol Televisión                                |
| 2018      | La de troya                                                    | Antonia                  | Señal Colombia                                    |
| 2016-2017 | 2091                                                           | Lea                      | Fox Channel                                       |
| 2015-2016 | Hermanitas Calle                                               | Verónica                 | Caracol Televisión                                |
| 2015-2016 | Celia                                                          |                          | Canal RCN                                         |
| 2014      | Hermanos                                                       |                          | Telecinco                                         |
| 2014      | El Faro                                                        |                          | Canal Extremadura                                 |
| 2011      | Los canarios                                                   | Flor Valencia de Cuellar | Caracol Televisión                                |
| 2011      | Confidencial                                                   |                          | Caracol Televisión                                |
| 2010      | Secretos de Familia                                            | Yuli Lozano              | Caracol Televisión                                |
| 2010      | Los caballeros las prefieren brutas                            |                          | Caracol Televisión                                |

### Reality
| Año  | Título                                        | Personaje    | Canal     |
| ---- | --------------------------------------------- | ------------ | --------- |
| 2006 | Bailando por un sueño                         | Participante | Canal RCN |
| 2005 | La isla de los famosos 2: Una aventura pirata | Capitana     | Canal RCN |
| 2004 | La isla de los famosos                        | Participante | Canal RCN |

### Cine
| Año  | Título                               | Personaje              |
| ---- | ------------------------------------ | ---------------------- |
| 2020 | Chichipatos: !Que chimba de Navidad! | Margot                 |
| 2018 | Humanpersons                         | Antonio                |
| 2017 | Virus tropical                       | Paola                  |
| 2015 | Sicarivs: La noche y el silencio     |                        |
| 2012 | Carmen G                             | Sharon                 |
| 2011 | Pescador                             | Lorna                  |
| 2009 | El arriero                           | Lucia                  |
| 2008 | Te amo Ana Elisa                     |                        |
| 2008 | La pasión de Gabriel                 | Silvia                 |
| 2007 | Satanás, perfil de un asesino        | Chica de la biblioteca |

### Videoclips
| Año  | Canción        | Artista      | Ref.   |
| ---- | -------------- | ------------ | ------ |
| 2015 | «La mordidita» | Ricky Martin | [ 21 ] |
|      |                |              |        |